# Окулов Петро Володимирович
Петро Володимирович Окулов (30 серпня 1890, Санкт-Петербург — 15 липня 1956) — кандидат технічних наук, професор, засновник і завідувач кафедри електричних вимірювань, електроматеріалів та світлотехніки Київського політехнічного інституту.

## Біографія
Народився 30 серпня 1890 року в Санкт-Петербурзі. В 1913 році закінчив Петербурзький політехнічний інститут. Учень С. Усатого. З 1920 року  спочатку за сумісництвом, а з 1925 року на постійній основі викладає в Київському політехнічному інституті електричні вимірювання. У вересні 1926 року  його обирають на посаду завідувача кафедри електричних вимірювань, електроматеріалів та світлотехніки, на якій він і працював до кінця життя, паралельно керуючи лабораторією світлотехніки. В цій лабораторії починали шлях у велику науку академік АН СРСР Б. М. Вул, член-кореспондент АН УРСР А. Д. Нестеренко.
У 1929 році присвоєне звання професора, а в 1937 році без захисту присуджений вчений ступінь кандидата технічних наук та підтверджене звання професора. В період з 1930 до 1938 року виконував обов'язки декана електротехнічного факультету і заступника директора інституту.
Після реевакуації керував реконструкцією Київського кабельного заводу.
Помер 15 липня 1956 року. Похований в Києві на Лук'янівському цвинтарі (ділянка № 37, ряд 7, місце 37). На могилі прямокутна стела з лабрадориту.

## Нагороди
Нагороджений медаллю «За звитяжну працю у Великій Вітчизняній Війні», орденами Трудового Червоного Прапора і Леніна.

## Наукова діяльність
Сфера наукових інтересів охоплювала всі напрями кафедри, з певним акцентом на методи вимірювання магнітних властивостей феромагнітних матеріалів та світлотехніку. Результати наукових досліджень ученого використовувалися Київською кіностудією, Дніпровською флотилією, заводом «Ленінська кузня» та іншими. 
Опублікував 56 наукових робіт, серед яких чимало посібників та підручників для студентів. Основні з них: 
- «Технологія електротехнічних матеріалів» (1927, 1930);
- «Методи електричних і магнітних вимірювань» (1928);
- «Високовольтні кабелі» (1930);
- «Електричні вимірювання» (1939);
- «Електричні методи вимірювання неелектричних величин» (1945) та інші.